# The Voice (2019)
The Voice (englisch für „die Stimme“; Originaltitel: Glas) ist ein Filmdrama von Ognjen Sviličić, das Anfang Oktober 2019 im Rahmen des Busan International Film Festivals seine Weltpremiere feierte.

## Handlung
Der 15-jährige Goran kommt in ein katholisches Internat. Er empfindet eine Abneigung gegenüber den religiösen Praktiken, die die Schule auferlegt, so beim gemeinsamen Essen das Vaterunser zu beten. Auch verliert er seine Rolle als Josef in dem Krippenspiel, das sie einüben, weil er gegen Marias unbefleckte Empfängnis mit Logik argumentiert. In einer Gemeinschaft, in der jeder Gott hört, ist Goran der einzige, der das nicht kann. Er will und kann nichts glauben, was ihm aufgezwungen wird. Die Schüler und Lehrer versuchen, ihn ohne Erfolg zu bekehren, allen voran die gläubige Schulleiterin Danijela. Auch als sich alle gegen ihn wenden weigert er sich, zu konvertieren.

## Produktion
Regie führte Ognjen Sviličić, der gemeinsam mit Marijana Verhoef auch das Drehbuch schrieb. Sviličić beschreibt The Voice als einen Film über den Kampf eines Einzelnen gegen seine Umwelt. Die Umgebung, in diesem Fall der Schulleiter und die anderen Kinder, hätten nichts Persönliches gegen den Protagonisten, dennoch bedrängten sie ihn zunehmend, was zeige, wie der Unterdrückungsmechanismus funktioniert. In gewisser Weise handele es sich auch um einen Film über die kroatische Gesellschaft im Allgemeinen, die Individuen irgendwie nicht mag, so Sviličićs Eindruck von der Gesellschaft, in der er lebt. Weiter erklärt der Regisseur: „Osteuropa ist dem Kommunismus entkommen, aber es scheint, dass die Menschen in diesem Teil der Welt immer noch jemanden brauchen, der ihnen sagt, was sie tun und was sie denken sollen. Die Kirche sah ihre Chance und sprang einfach ein. [...] Bei diesem Film habe ich mich von einer Gesellschaft inspirieren lassen, die keine Individualität zulässt. Kroatien ist ein gutes Beispiel für ein Land, in dem die katholische Kirche einen großen Einfluss hat. Sie ist allgegenwärtig und in Schulen und Krankenhäusern besonders verbreitet. Und die Leute scheinen kein Problem damit zu haben. Mein Film ist also ein Protest gegen diesen Konformismus.“ Der Arbeitstitel des Films war Bog u cipeli (kroatisch für „Gott im Schuh“). Die Änderung auf Glas (kroatisch für „Stimme“) erfolgte laut Aussage des Regisseurs aufgrund des religiösen Kontexts des Films: „Diese Stimme gibt jeder vor zu hören. Und diese Stimme ist eigentlich ein Begriff, der im Alten und im Neuen Testament sehr oft erwähnt wird.“
Die Kinderdarsteller des Films fand Sviličić in verschiedenen Theatergruppen. Die Hauptrollen von Goran und der Schulleiterin Danijela besetzte er mit den Nachwuchsschauspielern Franko Jakovcevic und Belma Salkunic. In weiteren Rollen sind Goran Bogdan und Igor Kováč zu sehen. Karla Brbic spielt die stellvertretende Schulleiterin Sonja.
Eine erste Vorstellung des Films erfolgte Anfang Oktober 2019 im Rahmen des Busan International Film Festivals. Zu dieser Zeit wurde ein erster Trailer veröffentlicht. Im gleichen Monat wird er beim Internationalen Filmfestival Warschau gezeigt. Eine erste Vorstellung in Deutschland erfolgte im November 2019 beim Filmfestival Cottbus. Am 20. Januar 2020 soll er in die kroatischen Kinos kommen.

## Rezeption

### Kritiken

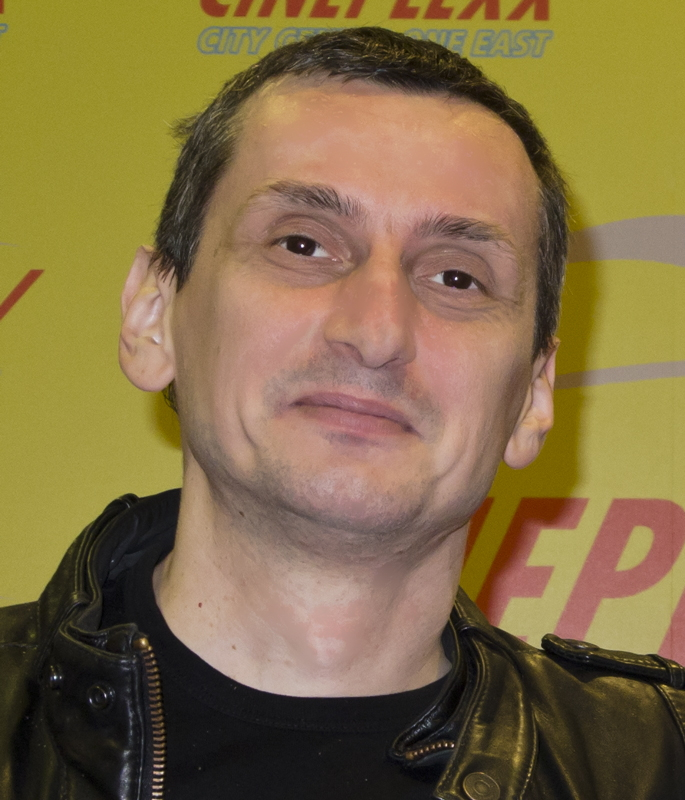
Regisseur Ognjen Sviličić

Elizabeth Kerr von The Hollywood Reporter schreibt, Ognjen Sviličićs im Heute angesiedeltes und unheimliches Porträt zeige das Hadern zwischen Glauben und Vernunft und den Kampf zwischen Herz und Verstand bei religiösen und politischen Indoktrinationen und sieht in dem Film eine Warnung vor allen Formen der Evangelisation. Svilicic beweise dabei ein gutes Auge für die Nuancen solcher Manipulation. Zwar sei Hauptdarsteller Franko Jakovcevic manchmal etwas zu passiv in der Rolle von Goran, aber insgesamt zeige er als Teenager eine zweckmäßige Leistung, wenn er versucht, den Zuschauer dessen Gefühle verstehen zu lassen: „Goran weiß, dass er kämpfen sollte, aber er weiß nicht genau, wie.“
Reinhard Kleber vom Filmdienst schreibt, in dem Film zeichne Sviličić ein subtiles Außenseiterporträt, das sich intensiv mit Phänomenen des jugendlichen Nonkonformismus in einem streng religiösen Umfeld auseinandersetzt, und das Drehbuch rücke dabei die differenzierte Ausleuchtung der inneren Entwicklung des minderjährigen Protagonisten in den Fokus. Der Regisseur lasse dabei bewusst offen, ob Goran ein Atheist oder Agnostiker ist oder einfach nur ein einsamer, verstörter Junge, der seinen Vater vermisst und mit gezielten Regelverstößen andere provozieren will. Zu den Pluspunkten der geradlinigen Inszenierung zählt Kleber die ruhige Kameraarbeit mit sommerlich warmen Farbtönen und den weitgehenden Verzicht auf Filmmusik.

### Auszeichnungen
Filmfestival Cottbus 2019
- Nominierung im Wettbewerb Spielfilm (Ognjen Svilicic)[9]